# Rafle de la Martellière à Voiron
Pour les articles homonymes, voir Voiron (homonymie).
La rafle de la Martellière est une rafle effectuée à Voiron (Isère) dans la nuit du 22 au 23 mars 1944 par la Gestapo, au hameau de la Martellière, et qui a abouti à la déportation de 18 personnes dont une majorité d'enfants. Un seul a survécu.
La rafle de La Martellière est, avec celle d'Izieu, le 6 avril 1944, et celle de la maison de la Verdière (près de Marseille), le 20 octobre 1943, l'une des trois rafles contre des maisons accueillant des enfants en zone Sud.

## Contexte national

Régions et départements de France sous l'occupation allemande durant la seconde Guerre mondiale.

De juin 1940 à novembre 1942, Voiron était située en zone libre puis, jusqu’en septembre 43, en zone d’occupation italienne. À cette époque, de nombreux Juifs se réfugient dans le sud-est de la France, les Italiens ne les poursuivant pas. Après le retrait de l’Italie du conflit, les Allemands envahissent leur zone d’occupation et se mettent à chasser les Juifs.

## Contexte local
La rafle de la Martellière s’inscrit dans une série d’évènements se déroulant à Voiron sans forcément qu’il y ait de liens entre eux. En effet, les Miliciens menés par Jourdan mènent des arrestations et des pillages visant les Juifs alors que la rafle est faite par les Allemands. Les Juifs arrêtés par les Miliciens ne sont pas remis aux Allemands, les Miliciens rançonnent les Juifs et déchaînent contre eux leur violence. Jourdan fut par la suite assassiné et, par vengeance, les miliciens tuèrent 6 juifs.

## Le  déroulement de la rafle de la Martellière à Voiron

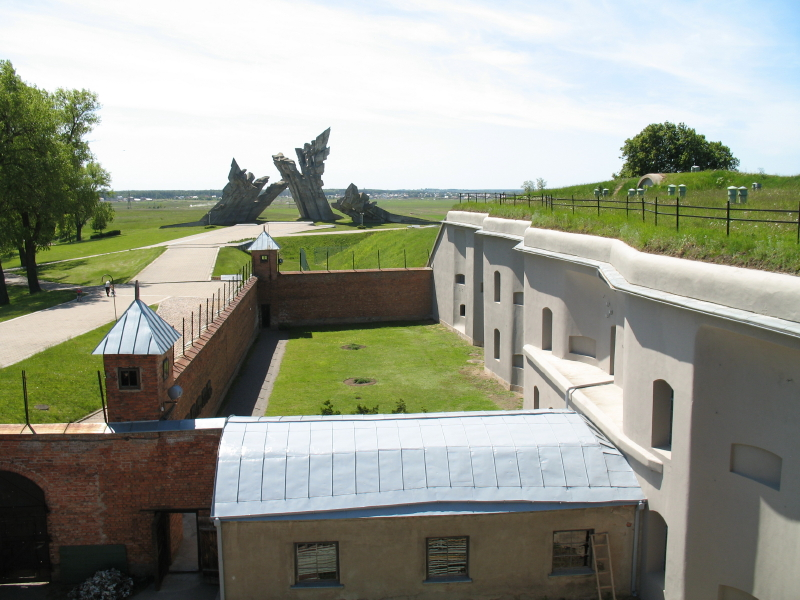
Neuvième fort de Kaunas avec le monument d'hommage aux victimes

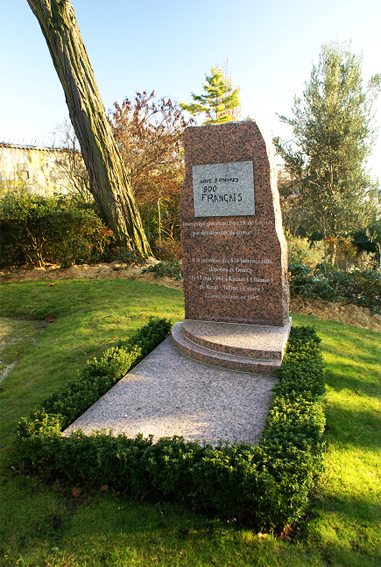
Stèle à la mémoire des déportés du convoi 73 au cimetière du Père Lachaise

Dans la nuit du 22 au 23 mars 1944 vers 3h du matin, la Gestapo débarque dans une maison située hameau de la Martellière. La Gestapo y trouve 18 Juifs dont une majorité d'enfants. La rafle réveilla le voisinage. Erwin Uhr, le rescapé, garde en mémoire chaque mot, chaque geste: 

« L’un des hommes a frappé à la porte. Tout le monde dormait. Un grand est allé ouvrir. "Gestapo!", a hurlé l’Allemand. Les sept autres sont entrés avec lui. Il y avait quatre miliciens français parmi eux. Ils disaient:"Mais ce sont des juifs! Ce sont des juifs!" comme s’ils étaient surpris de ne pas trouver de résistants. »

Pendant ce temps-là, le rabbin Schneour Zalman Schneersohn qui supervise cette cache se rend à la Martellière avec deux fidèles acolytes. Ils sont donc prévenus à temps et peuvent se cacher. Plus tard dans la nuit, ils trouvent la maison vide et saccagée.
Les 18 victimes ont été emmenées au QG de la Gestapo à Grenoble. Trois jours plus tard, ils furent tous déportés dans le camp de Drancy  puis peu de temps après, les 11 plus jeunes et la cuisinière seront déportés à Auschwitz en Pologne par le convoi 71.
Le reste du groupe fut déporté plus tard par le convoi 73, le 15 mai 1944 vers le neuvième fort de Kaunas-Reval en Lituanie Estonie. Ils finiront tous par mourir dans les chambres à gaz sauf Erwin Uhr.

## Les victimes
- Simond Belk, 12 ans, né le 27 mai 1931 dans le 12e arrondissement de Paris, déporté par le Convoi no 71, en date du 13 avril 1944, du Camp de Drancy vers Auschwitz[5],[6],[7].
- Abraham Bugaljski, 19 ans, né le 25 février 1925 à Szczerców, Pologne, déporté par le Convoi no 71, en date du 13 avril 1944, du Camp de Drancy vers Auschwitz[5].
- Isodore Bugaljski, 15 ans, né le 18 novembre 1928 à Szczerców, Pologne, déporté par le Convoi no 71, en date du 13 avril 1944, du Camp de Drancy vers Auschwitz[5].
- Gérard Eckmann, 14 ans, né le 7 août 1929 à Burgpreppach, Bavière, Allemagne, déporté par le Convoi no 71, en date du 13 avril 1944, du Camp de Drancy vers Auschwitz[5].
- Théodore Izbicki, 13 ans, né le 5 août 1930 à Metz, déporté par le Convoi no 71, en date du 13 avril 1944, du Camp de Drancy vers Auschwitz[5],[8].
- Maurice Kouzka, 14 ans, né le 9 mai 1929 à Varsovie, Pologne, déporté par le Convoi no 71, en date du 13 avril 1944, du Camp de Drancy vers Auschwitz[5].
- Léonard Orlowski, 22 ans, né le 16 mars 1922 à Berlin, Allemagne, déporté par le Convoi no 73, en date du 15 mai 1944, du Camp de Drancy vers Kaunas, Lituanie et Reval (Tallinn), Estonie
- Abraham Rosenzweig, 20 ans, né le 2 septembre 1923 à Borgerhout, Anvers, Belgique, déporté par le Convoi no 73, en date du 15 mai 1944, du Camp de Drancy vers Kaunas, Lituanie et Reval (Tallinn), Estonie
- Bernard Rowinsky, 20 ans, né le 11 novembre 1923 à Svaty[9], déporté par le Convoi no 73, en date du 15 mai 1944, du Camp de Drancy vers Kaunas, Lituanie et Reval (Tallinn), Estonie
- Jacques Rowinsky (le petit Toto), 7 ans, né le 7 novembre 1936 à Colmar, déporté par le Convoi no 71, en date du 13 avril 1944, du Camp de Drancy vers Auschwitz[5],[10].
- Simon Rowinsky, 14 ans, né le 19 février 1930 à Colmar, déporté par le Convoi no 71, en date du 13 avril 1944, du Camp de Drancy vers Auschwitz[5],[11]
- Emmanuel Sawelski, 18 ans, né le 30 août 1925 à Neuilly-sur-Seine, déporté par le Convoi no 73, en date du 15 mai 1944, du Camp de Drancy vers Kaunas, Lituanie et Reval (Tallinn), Estonie
- Martin Spindel. 13 ans, né le 6 octobre 1930 à Vienne (Autriche), déporté par le Convoi no 71, en date du 13 avril 1944, du Camp de Drancy vers Auschwitz[5],[12],[13].
- Samuel Spitz, 8 ans, né le 28 avril 1935 à Borgerhout, Anvers, Belgique, déporté par le Convoi no 71, en date du 13 avril 1944, du Camp de Drancy vers Auschwitz[5],[10].
- Carolus Uhr (petit frère d’Erwin), 9 ans, né le 7 décembre 1934 à Borgerhout, Anvers, Belgique, déporté par le Convoi no 71, en date du 13 avril 1944, du Camp de Drancy vers Auschwitz[5].
- Erwin Uhr, 15 ans, né le 14 avril 1928 à Gyongys, déporté par le Convoi no 71, en date du 13 avril 1944, du Camp de Drancy vers Auschwitz[5]. Survivant[14]

Onze ont été déportés  à Auschwitz en Pologne et, quatre à Kaunas, Lituanie-Reval (Tallin), en Estonie.
Le seul survivant de la rafle de la Martellière est Erwin Uhr, âgé de 15 ans. Il a perdu son petit frère, Karl Uhr, qui avait  9 ans. Considéré comme apte au travail par les nazis, il a survécu jusqu’à l’arrivée de l'armée rouge.

## Une rafle oubliée puis redécouverte
La rafle a été oubliée jusqu’en 1996 jusqu’à ce qu’une étudiante grenobloise du nom de Delphine Deroo découvre des documents concernant la rafle de la Martellière et en parla donc à un résistant de l’époque : Herbert Herz. La nouvelle a été publiée à la radio et dans les journaux pendant l’été 1997. C’est une grande découverte car jusqu’à ce jour, personne ne le savait ou n'en parlait.
La bâtisse dans laquelle étaient cachés les enfants, les adolescents et les deux adultes se situe aujourd'hui dans l'enceinte du lycée agricole de Voiron. Le bâtiment a été réhabilité mais il aura fallu attendre plus de cinquante ans pour que la rafle soit reconnue et entre dans l’Histoire.
Après cette découverte commence une grande enquête pour trouver des témoins qui auraient pu assister à cette rafle. Ils ont retrouvé Hadassah Carlebach (née Schneersohn) qui est la fille du rabbin Schneour Zalman Schneersohn, celui qui supervisait la cache des enfants tués à la suite de cette rafle. Ensuite, le seul rescapé de cette rafle, Erwin Uhr, fut retrouvé, alors que personne à Voiron ne savait qu'il y avait un rescapé. Paul Jacolin, un agriculteur âgé de quatre-vingt-sept ans, se manifeste, qui assure avoir caché vingt-trois juifs dont le rabbin Schneour Zalman Schneersohn et sa famille pendant la rafle, dans une maison lui appartenant,.

## Commémorations
Le 14 septembre 1997, une plaque à l’effigie de la rafle de la Martellière a été installée sur le mur du lycée agricole de la Martellière. Lors de cette installation, Erwin Uhr, invité d’honneur de la ville de Voiron et seul survivant de cette rafle, a assisté à cette cérémonie. Les organisateurs pensaient qu’il n’y aurait qu’une poignée de personnes mais finalement, ce sont des centaines de personnes qui ont assisté à cette cérémonie. Depuis, une cérémonie a lieu tous les deux ans. En mars 2015, les élèves du lycée agricole ont cité les noms des victimes avant de déposer des fleurs au pied de la plaque commémorative.

### Ouvrages
- Tal Bruttmann, ‘’La logique des bourreaux’’, Hachette Littératures, 2003
- Jean Claude Duclos, "Être juif en Isère entre 1939 et 1945", Département de l'Isère, 1999
- Delphine Deroo, ‘’Les enfants de la Martellière’’, Éditions Grasset, 1999
- Ève Line Blum-Cherchevsky(dir.), "Nous sommes 900 français : À la mémoire des déportés du convoi no  73 ayant quitté Drancy le 15 mai 1944", Besançon, 7 vol. 1999-2012
- Serge Klarsfeld, "Le Mémorial de la déportation des Juifs de France." Beate et Serge Klarsfeld : Paris, 1978. Nouvelle édition, mise à jour, avec une liste alphabétique des noms. FFDJF (Fils et Filles des Déportés Juifs de France), 2012.
- (en) Serge Klarsfeld, "French Children of the Holocaust: A Memorial", New York: NYU Press, 1996.  (ISBN 0814726623 et 978-0-814-72662-4)
- (de) Beate Klarsfeld & Serge Klarsfeld. "Endstation Auschwitz: die Deportation deutscher und österreichischer jüdischer Kinder aus Frankreich; ein Erinnerungsbuch", Böhlau Verlag, Köln Weimar, 2008.  (ISBN 3412201561 et 978-3-412-20156-2)

### Articles
- Floriane Benoit, « Rafle des enfants juifs: Voiron retourne son passé », L'Humanité,‎ 25 août 1997 (lire en ligne, consulté le 28 mars 2018).
- M. K., « La ville de Voiron découvre la rafle de seize enfants juifs », L'Humanité,‎ 23 août 1997 (lire en ligne, consulté le 28 mars 2018)
- « L'histoire. Erwin Uhr, unique survivant de la rafle de Voiron, en 1944 », Libération,‎ 15 septembre 1997 (lire en ligne, consulté le 28 mars 2018).
- (en) Craig R. Whitney, « France Amasses Bitter Evidence 5 Decades After Holocaust », The New York Times,‎ 6 octobre 1997 (lire en ligne, consulté le 28 mars 2018).
- « Une plaque commémorative pour la rafle de Voiron », La Croix,‎ 16 septembre 1997 (ISSN 0242-6056, lire en ligne, consulté le 28 mars 2018).
- Philippe Broussard, « Voiron, la rafle oubliée », Le Monde,‎ 2 décembre 1997 (lire en ligne, consulté le 28 mars 2018).